# August Kühne
August Kühne (1855-1932) was een Duitse zakenman. Samen met Friedrich Nagel richtte hij Kuehne + Nagel op, een wereldwijd opererende logistieke dienstverlener.
August was de zoon van een houthakker. Het was zijn bedoeling om rechten te studeren, maar kon dit niet om financiële redenen. Daardoor ging hij in de leer bij het Bremens import/exportbedrijf L.G. Dyes & Co. Hij vervolmaakte zijn opleiding maar werd ontslagen tijdens de economische crisis van 1875. Na een tijdje ging hij werken bij vrachtverwerker Fr. Naumann in Bremen. Hij werkte zich op tot partner en verloofde zich met Naumanns dochter. Zij stierf echter voor het huwelijk. Kühne verliet in 1890 het bedrijf na onenigheid met Naumann, en startte zijn eigen bedrijf.